# Benoit Clemente Rothfuss
Benoit Clemente Rothfuss (Cajabamba, 26 de mayo de 1982), conocido también como “Piccolo Clemente”, es un surfista profesional peruano que se desempeña en la modalidad de Longboard y participa de la primera división de surf de la WSL.
Es 4 veces campeón mundial. En 2013 ganó el Riyue Bay ASP World Longboard Championship y en 2015 ganó el Jeep World Longboard Championship de China, ambos campeonatos de la WSL y en el 2019 previo a los Juegos Panamericanos Lima 2019 se coronó campeón Mundial del ISA World Longboard Surfing Championship que se llevó a cabo en Francia.
En agosto de 2019 Piccolo se colgó la presea dorada luego de ganar en Los Juegos Panamericanos Lima 2019, donde el surf debutó como deporte panamericano.

## Biografía
Benoit Clemente, más conocido como “Piccolo" Clemente es hijo de Roberto Clemente, quien es de nacionalidad francesa y su madre es Barbara Rothfuss, de nacionalidad alemana. Los padres de Piccolo llegaron al Perú debido a que se encontraban haciendo un viaje de turismo por toda la costa del Perú. Debido al embarazo de Barbara, debieron detenerse en Cajamarca para que pueda ser atendida. Así es como Clemente nació en la ciudad de Cajabamba, a las pocas semanas se mudaron a Huanchaco.
Benoit cuenta que su apodo nace del nombre del restaurante de sus padres “El Piccolo”, comenzaron a decirle así a su padre y cuando él nació le decían Piccolito, de ahí el apodo “Piccolo” Clemente.
Piccolo ha estudiado algunos cursos entre los cuales destaca la carrera de administración. Actualmente, posee su propia marca de tablas con las que él compite y en Perú se las vende exclusivamente a sus amigos.

## Trayectoria
Piccolo Clemente empezó a practicar el surf a los 7 años cuando vivía en Huanchaco. A los 12 años ganó su primera competencia y luego se mudó a Lima para poder seguir entrenando a un mejor nivel, mejorar su técnica y rendimiento de cara a próximas competencias. A los 15 años empezó a formar parte de la selección nacional de tabla, para luego a los 25 años dedicarse exclusivamente a la modalidad Longboard y coronarse 3 veces campeón mundial, convirtiéndose en el único peruano en conseguir tres títulos mundiales.
En el 2010, ganó su primer título mundial en el Mundial ISA por equipos en playa Señoritas al sur de Lima. Para el año 2012, logró pasar a la primera división de Tabla Larga de la WSL (World Surf League) y demostró desde un principio que merecía su puesto y el respeto de todos. Solo necesitó un año para poder coronarse Campeón Mundial por primera vez en la WSL, en el campeonato desarrollado en China en el 2013 y posteriormente en el 2015 volverlo a ganar en el mismo país y misma playa.
Finalmente, en el 2019 se consagró por cuarta vez en Campeón Mundial luego, de ganarle a los dos hermanos Delpero quienes quedaron en segundo y tercer puesto en el campeonato.
El surfista peruano viene ganando múltiples campeonatos desde sus primeras competencias entre las cuales destacan eventos como los Juegos Bolivarianos de Trujillo 2013, Juegos Suramericanos playa Venezuela 2014, el Panamericano Punta Roquitas 2016 y Panamericano Punta Rocas 2017, para finalmente coronarse campeón de Los Juegos Panamericanos Lima 2019.

## Logros deportivos

### Nacionales
| PUESTO | CAMPEONATO                       | AÑO  |
| 1°     | Circuito Nacional de Longboard   | 2011 |
| 1°     | Circuito Nacional de Longboard   | 2012 |
| 1°     | Circuito Nacional de Longboard   | 2013 |
| 1°     | Circuito Nacional de Longboard   | 2014 |
| 1°     | Circuito Nacional de Longboard   | 2017 |
| 1°     | Circuito Nacional de Longboard   | 2018 |
| 1°     | Longboard Day- Playa La Pampilla | 2018 |
| 1°     | UNISURF                          | 2018 |
| 1°     | Circuito Nacional de Longboard   | 2019 |

### Internacionales
| PUESTO | CAMPEONATO                                                           | SEDE              | AÑO  |
| 1°     | Mundial ISA por equipos                                              | Playa Señoritas   | 2010 |
| 1°     | ISA Billabong World Surfing Games                                    | Panamá            | 2011 |
| 1°     | Juegos Bolivarianos Playa                                            | Lima              | 2012 |
| 1°     | Mundial de Longboard WSL                                             | China             | 2013 |
| 1°     | Juegos Bolivarianos                                                  | Trujillo          | 2013 |
| 1°     | Juegos Suramericanos Playa                                           | Venezuela         | 2014 |
| 1°     | Latinoamericano ALAS                                                 | El Salvador       | 2015 |
| 1°     | Mundial de Longboard WSL                                             | China             | 2015 |
| 1°     | Panamericano Claro Open                                              | Punta Roquitas    | 2016 |
| 1°     | Panamericano Claro Games                                             | Punta Rocas       | 2017 |
| 1°     | Trump Onjuku Logger PRO                                              | Japón             | 2017 |
| 2°     | Campeonato Internacional de Surf Motorola Huanchaco PRO Copa Repalsa | Trujillo          | 2018 |
| 1°     | ALAS Latin Tour                                                      | Emeralda          | 2018 |
| 2°     | ISA World Longboard Surfing Championship                             | China             | 2018 |
| 2°     | Surf Relik 2.ª Fecha                                                 | California        | 2018 |
| 2°     | Latinoamericano de Longboard ALAS                                    | Lima              | 2018 |
| 3°     | Rincon 50 Surf Fest WLT                                              | Puerto Rico       | 2018 |
| 2°     | 2.ª fecha Surf Relik                                                 | California        | 2018 |
| 1°     | Panamericano de Surf                                                 | Punta Rocas       | 2018 |
| 1°     | Barranca Latin PRO                                                   | Lima              | 2019 |
| 3°     | Surf Relik                                                           | Malibu            | 2019 |
| 1°     | Campeón Mundial de Longboard ISA                                     | Biarritz          | 2019 |
| 1°     | Juegos Panamericanos Lima 2019                                       | Lima              | 2019 |
| 1°     | Juegos Panamericanos Santiago 2023                                   | Santiago de Chile | 2023 |

## Títulos
- Campeón Mundial ISA por equipos 2010[7]
- Campeón mundial Longboard de la WSL 2013[8]
- Campeón mundial Longboard de la WSL 2015[9]
- Medalla de oro Lima 2019[10]

## Reconocimientos
- Laureles Deportivos en el grado de "Gran Oficial" por el 3° puesto en el ISA Billabong World Surfing Games 2011 (2017)[11]